# Pekanbaru
Pekanbaru és la capital de Riau, una província d'Indonèsia a l'illa de Sumatra. Té una àrea de 446.5 km² i una població de més de 585.400 habitants. Situat al riu Siak, que desemboca a l'estret de Malaca, Pekanbaru té accés directe a l'estret i es coneix des de fa molt de temps com a port comercial (el nom de ciutat en indonesi vol dir "mercat nou").